# Кнежа (община)
Кнежа (болг. Община Кнежа) — община в Болгарии. Входит в состав Плевенской области.
Население составляет 16 688 человек (на 21.07.05 г.).

## Состав общины
В состав общины входят следующие населённые пункты:
1. Бреница
2. Еница
3. Кнежа
4. Лазарово